# 温德贝根
温德贝根（德語：Windbergen）是德国石勒苏益格－荷尔斯泰因州的一个市镇。总面积17.31平方公里，总人口826人，其中男性426人，女性400人（2011年12月31日），人口密度48人/平方公里。